# American Music Award for Favorite Soul/R&B Song
Der American Music Award für den Favorite Soul/R&B Song ist eine der ersten Kategorien des Awards und wurde 1974 eingeführt. Ab 1995 pausierte der Award, kehrte jedoch bei den American Music Awards 2016 zurück.
Am häufigsten gewannen Michael Jackson und Bruno Mars, die beide je drei Awards erhielten und für vier nominiert waren.

## Gewinner und Nominierte

### 1970er
| Jahr | Künstler                           | Lied                                      | Ref |
| ---- | ---------------------------------- | ----------------------------------------- | --- |
| 1974 | Stevie Wonder                      | Superstition                              |     |
| 1974 | Billy Paul                         | Me and Mrs. Jones                         |     |
| 1974 | Gladys Knight & the Pips           | Midnight Train to Georgia                 |     |
| 1975 | Gladys Knight & the Pips           | Midnight Train to Georgia                 |     |
| 1975 | Roberta Flack                      | Feel Like Makin’ Love                     |     |
| 1975 | Barbra Streisand                   | The Way We Were                           |     |
| 1976 | KC and the Sunshine Band           | Get Down Tonight                          |     |
| 1976 | Love Unlimited                     | I Belong to You                           |     |
| 1976 | Gwen McCrae                        | Rockin’ Chair                             |     |
| 1977 | Lou Rawls                          | You’ll Never Find Another Love Like Mine  |     |
| 1977 | Wild Cherry                        | Play That Funky Music                     |     |
| 1978 | The Emotions                       | Best of My Love                           |     |
| 1978 | Commodores                         | Brick House                               |     |
| 1978 | Barry White                        | It’s Ecstasy When You Lay Down Next to Me |     |
| 1979 | Johnny Mathis and Deniece Williams | Too Much, Too Little, Too Late            |     |
| 1979 | Natalie Cole                       | Our Love                                  |     |
| 1979 | The O’Jays                         | Use ta Be My Girl                         |     |

### 1980er
| Jahr | Künstler                     | Lied                                               | Ref |
| ---- | ---------------------------- | -------------------------------------------------- | --- |
| 1980 | Michael Jackson              | Don’t Stop ’Til You Get Enough                     |     |
| 1980 | Kool & the Gang              | Ladies Night                                       |     |
| 1980 | Peaches & Herb               | Reunited                                           |     |
| 1981 | Diana Ross                   | Upside Down                                        |     |
| 1981 | George Benson                | Give Me the Night                                  |     |
| 1981 | Larry Graham                 | One in a Million You                               |     |
| 1982 | Lionel Richie and Diana Ross | Endless Love                                       |     |
| 1982 | Carl Carlton                 | She's a Bad Mama Jama (She's Built, She's Stacked) |     |
| 1982 | Rick James                   | Give It to Me Baby                                 |     |
| 1982 | Smokey Robinson              | Being with You                                     |     |
| 1983 | Marvin Gaye                  | Sexual Healing                                     |     |
| 1983 | Aretha Franklin              | Jump to It                                         |     |
| 1983 | Evelyn King                  | Love Come Down                                     |     |
| 1984 | Lionel Richie                | All Night Long (All Night)                         |     |
| 1984 | Michael Jackson              | Billie Jean                                        |     |
| 1984 | Rick James                   | Cold Blooded                                       |     |
| 1984 | Mtume                        | Juicy Fruit                                        |     |
| 1985 | Prince                       | When Doves Cry                                     |     |
| 1985 | Billy Ocean                  | Caribbean Queen (No More Love on the Run)          |     |
| 1985 | Tina Turner                  | What’s Love Got to Do with It                      |     |
| 1986 | Whitney Houston              | You Give Good Love                                 |     |
| 1986 | Commodores                   | Nightshift                                         |     |
| 1986 | Freddie Jackson              | You Are My Lady                                    |     |
| 1987 | Janet Jackson                | Nasty                                              |     |
| 1987 | Cameo                        | Word Up!                                           |     |
| 1987 | Prince                       | Kiss                                               |     |
| 1987 | Timex Social Club            | Rumors                                             |     |
| 1988 | Michael Jackson              | Bad                                                |     |
| 1988 | LeVert                       | Casanova                                           |     |
| 1988 | Jody Watley                  | Looking for a New Love                             |     |
| 1989 | Freddie Jackson              | Nice 'N' Slow                                      |     |
| 1989 | Al B. Sure!                  | Off on Your Own (Girl)                             |     |
| 1989 | Pebbles                      | Girlfriend                                         |     |

### 1990er
| Jahr | Künstler                         | Lied                                         | Ref   |
| ---- | -------------------------------- | -------------------------------------------- | ----- |
| 1990 | Janet Jackson                    | Miss You Much                                | [ 1 ] |
| 1990 | Anita Baker                      | Just Because                                 | [ 1 ] |
| 1990 | Soul II Soul                     | Keep On Movin’                               | [ 1 ] |
| 1991 | MC Hammer                        | U Can’t Touch This                           | [ 2 ] |
| 1991 | Keith Sweat                      | Merry Go Round                               | [ 2 ] |
| 1991 | Tony! Toni! Toné!                | Feels Good                                   | [ 2 ] |
| 1992 | Color Me Badd                    | I Wanna Sex You Up                           |       |
| 1992 | Boyz II Men                      | Motownphilly                                 |       |
| 1992 | Color Me Badd                    | I Adore Mi Amor                              |       |
| 1993 | Michael Jackson                  | Remember the Time                            | [ 3 ] |
| 1993 | R. Kelly and Public Announcement | Honey Love                                   | [ 3 ] |
| 1993 | Patti LaBelle                    | Somebody Loves You Baby (You Know Who It Is) | [ 3 ] |
| 1994 | Whitney Houston                  | I Will Always Love You                       |       |
| 1994 | Mariah Carey                     | Dreamlover                                   |       |
| 1994 | Janet Jackson                    | That’s the Way Love Goes                     |       |
| 1995 | Boyz II Men                      | I’ll Make Love to You                        | [ 4 ] |
| 1995 | All-4-One                        | I Swear                                      | [ 4 ] |
| 1995 | Salt-N-Pepa and En Vogue         | Whatta Man                                   | [ 4 ] |

### 2010er
| Year | Artist                            | Song               | Ref   |
| ---- | --------------------------------- | ------------------ | ----- |
| 2016 | Rihanna (featuring Drake)         | Work               | [ 5 ] |
| 2016 | Drake (featuring Wizkid and Kyla) | One Dance          | [ 5 ] |
| 2016 | Bryson Tiller                     | Don’t              | [ 5 ] |
| 2017 | Bruno Mars                        | That’s What I Like | [ 6 ] |
| 2017 | Khalid                            | Location           | [ 6 ] |
| 2017 | The Weeknd (featuring Daft Punk)  | Starboy            | [ 6 ] |
| 2018 | Bruno Mars (featuring Cardi B)    | Finesse (Remix)    | [ 7 ] |
| 2018 | Ella Mai                          | Boo’d Up           | [ 7 ] |
| 2018 | Khalid                            | Young Dumb & Broke | [ 7 ] |
| 2019 | Khalid                            | Talk               | [ 8 ] |
| 2019 | Lizzo                             | Juice              | [ 8 ] |
| 2019 | Ella Mai                          | Trip               | [ 8 ] |

### 2020er
| Jahr | Künstler                                | Lied                   | Ref    |
| ---- | --------------------------------------- | ---------------------- | ------ |
| 2020 | The Weeknd                              | Heartless              | [ 9 ]  |
| 2020 | Chris Brown (featuring Drake)           | No Guidance            | [ 9 ]  |
| 2020 | Summer Walker                           | Playing Games          | [ 9 ]  |
| 2021 | Silk Sonic (Bruno Mars, Anderson .Paak) | Leave the Door Open    | [ 10 ] |
| 2021 | Chris Brown and Young Thug              | Go Crazy               | [ 10 ] |
| 2021 | Giveon                                  | Heartbreak Anniversary | [ 10 ] |
| 2021 | H.E.R.                                  | Damage                 | [ 10 ] |
| 2021 | Jazmine Sullivan                        | Pick Up Your Feelings  | [ 10 ] |
| 2022 | Wizkid (featuring Tems)                 | Essence                | [ 11 ] |
| 2022 | Muni Long                               | Hrs and Hrs            | [ 11 ] |
| 2022 | Silk Sonic (Bruno Mars, Anderson .Paak) | Smokin out the Window  | [ 11 ] |
| 2022 | SZA                                     | I Hate U               | [ 11 ] |
| 2022 | Beyoncé                                 | Break My Soul          | [ 11 ] |

## Statistiken

### Mehrfach-Sieger
3 Siege
- Michael Jackson
- Bruno Mars

2 Siege
- Whitney Houston
- Janet Jackson
- Lionel Richie
- Diana Ross

### Mehrfach-Nominierungen
4 Nominierungen
- Michael Jackson
- Bruno Mars

3 Nominierungen
- Drake
- Janet Jackson
- Khalid

2 Nominierungen
- Boyz II Men
- Chris Brown
- Color Me Badd
- Commodores
- Whitney Houston
- Freddie Jackson
- Rick James
- Gladys Knight & the Pips
- Ella Mai
- Anderson .Paak
- Prince
- Lionel Richie
- Diana Ross
- The Weeknd